# Фердинанд Даучик
Фердинанд Даучик (словац. Ferdinand Daučík, нар. 30 травня 1910, Айпельшлаг — пом. 14 листопада 1986, Алькала-де-Енарес) — словацький та чехословацький футболіст, що грав на позиції захисника. По завершенні ігрової кар'єри емігрував до Іспанії, де став футбольним тренером, відомим під іменем Ферна́ндо Да́усік (ісп. Fernando Daucik).
Найбільш відомий виступами за «Славію» та національну збірну Чехословаччини, а також тренерством «Барселони».

## Біографія

### Клубна кар'єра
Фердинанд Даучік народився 30 травня 1910 року в місті Айпельшлаг, Австро-Угорщина (нині — Словаччина). Там же він почав свою кар'єру, граючи за місцевий клуб «Слован». З Слована Даучик перейшов в команду «Майорка» з Комарно, в якому більшість виступаючих гравців були етнічними угорцями. Під час виступів за «Майорку» гру талановитого захисника помітили в клубі «Слован» з Братислави, який був лідером словацького футболу і в ті роки єдиний зі словацьких клубів більш-менш успішно виступав в чемпіонаті Чехословаччини. Даучик прийшов у «Слован» 1930 року і провів там 5 років, перш ніж перейти в першу в його житті чеську команду, один з двох грандів чехословацького футболу, клуб «Славію», з яким Даучик двічі став чемпіоном Чехословаччини, а також виграв Кубок Мітропи 1938 року, і в якому Фердинанд завершив футбольну кар'єру 1940 року. Всього за «Славію» виступав в 231 матчі і забив один гол.

### Виступи за збірні
В збірної Чехословаччини Даучик дебютував 1931 року, він став лише третім в історії чехословацької збірної словаком, який одягнув футболку головної чехословацької команди. У складі збірної Чехословаччини Даучик брав участь у двох чемпіонатах світу, Але якщо в 1934 року, в якому чехословаки зайняли друге місце, поступившись лише збірній Італії у фіналі, він просидів весь турнір на лавці запасних, то 1938 року він провів усі три матчі, в останньому з яких чехословацька команда поступилася збірної Бразилії в переграванні чвертьфіналу з рахунком 1:2. Всього за збірну Чехословаччини Даучик провів 15 матчів.

### Кар'єра тренера

#### Словацький етап
Після захоплення силами Третього рейху Чехословаччини 1938 року, Словаччина була визнана незалежною від чехів державою — Першою Словацькою республікою, і більшість словаків, що жили на чеських територіях, повернулося на землі незалежної національної держави, серед них був і Даучик. 1939 року за наказом маріонеткового уряду Войтеха Тука були створені збірна Словаччини з футболу та чемпіонат Словаччини з футболу. Братиславський «Слован», що був довгий час найкращим словацьким клубом у чемпіонаті Чехословаччини, звичайно, став лідером і в словацькій першості. 1942 року футбольне керівництво Словаччини запропонувало Даучику, який рік тому завершив кар'єру, очолити «Слован», який на той час був названий «Братиславою», а через кілька місяців і збірну Словаччини. Перший свій матч як наставника національної команди Даучік провів на полі, граючи на улюбленій позиції захисника, той матч став першим та останнім, проведеним Даучиком у складі словацької команди. 
«Слован» під керівництвом Даучика виграв два чемпіонати Словаччини. Даучик пішов зі свого поста 1946 року, побоюючись того, що його зв'язок із залежним від фашистів словацьким урядом буде розголошений. Збірну Словаччини Даучік тренував і того менше, всього два роки, лише до 1944 року, коли об'єднаними силами Радянської армії та повсталих словаків країна була звільнена.
Після закінчення Другої світової війни Даучік два роки був без роботи. 1948 року його знову запросив на посаду тренера «Слован», в якому тоді виступав Ласло Кубала, угорець, що переїхав до Чехословаччини на батьківщину своєї матері. Саме Кубала, найкращий футболіст «Слована», посприяв поверненню Даучика на пост головного тренера команди. Тут свою роль зіграли родинні зв'язки — Кубала був чоловіком дочки Даучика, Анни Віоли. Також Даучик очолив збірну Чехословаччини, яка під його керівництвом, правда, провела лише дві гри.

#### Еміграція в Іспанію
В кінці 1940-х років Даучик емігрував до Іспанію, яка в ті роки контролювалася авторитарним режимом Франко. Через рік після приїзду Даучика до Іспанії, до нього приєднався його зять Кубала, який втік з Угорщини разом з родиною, включаючи недавно народженого онука Даучика, Бранко. Кубала та Даучик, щоб прогодувати свою сім'ю, були змушені створити аматорську команду «Хунгарія», складену з біженців з комуністичних країн Східної Європи. З Кубалою в нападі та Даучиком на тренерському містку «Хунгарія» показала феноменальні результати, включаючи перемоги над збірними Італії та Іспанії, а також нічиєю з командою Австрії.

#### «Барселона»
Звичайно, такі результати неможливо було не помітити, а тому 1951 року Кубала підписав контракт з «Барселоною», а через кілька місяців Даучик очолив каталонський клуб, і саме Кубала запропонував босам «Барси» послуги словацького фахівця замість звільненого Енріке Віоли.
Прихід Даучика на пост наставника «синьо-гранатових» ознаменував собою один з найбільш вдалих періодів клубу в історії. За чотири сезони клуб, очолюваний словаком, виграв два чемпіонати Іспанії, три кубка Генералісимуса, Латинський кубок та кубок Еви Дуарте. Під час роботи з «Барселоною» Даучик отримав іспанське громадянство, ставши Фернандо Даусіком. 1954 року контракт Даучика з «Барселоною» закінчився, і, незважаючи на бажання керівництва «Барси» продовжити співпрацю зі словаком, той відповів відмовою, приводом чому послужили все більш часті конфлікти з провідними гравцями клубу, особливо каталонцями.

#### «Атлетік»
Пішовши з «Барселони», Фердинанд одразу знайшов собі роботу: фахівця запросив клуб «Атлетік Більбао», відомий тим, що команда складається лише з етнічних басків. У перший же сезон з «Атлетиком» Даучик виграв кубок Генералісимуса, а на наступний сезон «золотий дубль»: команда виграла чемпіонат і кубок Іспанії, а на європейській арені через рік дійшла до чвертьфіналу Кубка чемпіонів, по дорозі обігравши «Порту» та «Гонвед», а поступився «Атлетік» лише «Манчестер Юнайтед» з рахунком 5:6, який через рік, майже в повному складі, трагічно загине в мюнхенській авіакатастрофі.

#### «Атлетіко»
У сезоні 1957/1958 Даучік очолив «Атлетіко» (Мадрид), одразу привівши команду до другого місця в Прімері, що дозволило Атлетіко в наступному сезоні спробувати свої сили у Кубку Чемпіонів, через те, що чемпіоном Іспанії став «Реал Мадрид», найкращий клуб Європи минулого сезону. «Атлетіко», ведений чудовим бразильським форвардом Вава, який за кілька місяців до того став чемпіоном світу, клуб досяг півфіналу Кубка чемпіонів, де його очікував вічний ворог мадридський «Реал», завдяки якому «Атлетіко» і зміг брати участь у чемпіонському кубку. У першому мадридському дербі на «Сантьяго Бернабеу» Реал був сильнішим 2:1, в повторній грі вже Атлетіко був сильніше 1:0, за сьогоднішніми правилами у фінал би пройшов «Атлетіко», але в ті роки правило «гостьового гола» ще не було прийнято, тому було вирішено провести перегравання на нейтральному полі в Сарагосі, де «Реал» знову був сильнішим 2:1.

#### Безуспішні роки
Після відходу з «Атлетіко» Даучик ще тренував кілька клубів, але успіхів майже не домагався. Він один сезон очолював португальське «Порту», але клуб посів лише 4-е місце в чемпіонаті, а в кубку Португалії зупинився на стадії півфіналу. Потім Даучик очолював протягом двох сезонів «Реал Бетіс», в якому він дозволив дебютувати у складі своєму синові Янко Даучику, потім Даучик тренував «Мурсію» та «Севілью», але без успіхів.

#### «Реал Сарагоса»
1966 року, ближче до кінця сезону 1965/1966, Даучик очолив клуб «Реал Сарагоса» та майже одразу ж привів клуб до перемоги в кубку Іспанії, в якому «Сарагоса» з рахунком 2:0 перемогла колишній клуб Даучік «Атлетик» з Більбао. Досягла «Сарагоса» і фіналу Кубка Ярмарок, але тут «Сарагосу» чекав інший колишній клуб Даучика — «Барселона». У першому матчі «Сарагоса» у гостях на Камп Ноу перемогла 1:0. По ходу матчу «Барселона» першою відкрила рахунок, але «Сарагоса» знайшла в собі сили переломити хід матчу та вийти вперед 2:1, а потім забивала лише «Барселона»: на 79-й хвилині Сабалья зробив рахунок 2:2, на 85-й Торрес вивів синьо-гранатових вперед — 3:2, в додатковий час Пуйоль забив ще один м'яч, і трофей дістався «Барселоні».

#### Пізня кар'єра
Після неуспіху з «Сарагосою» Даучик виїхав до Канаду, де очолив клуб ліги NASL «Торонто Фелконс», куди покликав і свого сина Янко, який у свій перший та останній сезон у Канаді став найкращим бомбардиром чемпіонату з 20-ма м'ячами в 25 матчах. 1968 року Даучик покинув «Фелконс», передавши кермо правління клубом Ладислао Кубалю. Завершив тренерську кар'єру Даучик в Іспанії, тренуючи «Ельче» та барселонський «Еспаньйол». Останнім же клубом в кар'єрі словака став «Сант Андреу», який він тренував в середині 1970-х.
Після закінчення кар'єри Фердинанд Даучік оселився в містечку Алькала-де-Енарес, неподалік від Мадрида, де і закінчив свої дні, померши 14 листопада 1986 року у віці 76-ти років.

## Титули і досягнення

### Як гравця
- Чемпіон Чехословаччини: 1935, 1937
- Володар Кубка Мітропи: 1938
- Віце-чемпіон світу: 1934

### Як тренера
- Чемпіон Словаччини (2):

«Братислава»: 1942, 1944
- Володар Кубка Іспанії з футболу (6):

«Барселона»: 1951, 1952, 1952–53
«Атлетік Більбао»: 1955, 1956
«Реал Сарагоса»: 1966
- Чемпіон Іспанії (3):

«Барселона»: 1951-52, 1952-53
«Атлетік Більбао»: 1955-56
- Володар Кубка Еви Дуарте (1):

«Барселона»: 1952
- Володар Латинського кубка: (1)

«Барселона»: 1952